# Benjamin Vogt

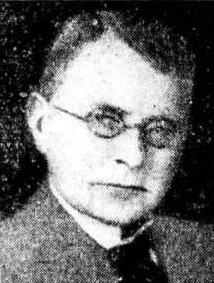
Benjamin Vogt.

Paul Benjamin Vogt, född  16 maj 1863 i Kristiansand, död 1 januari 1947, var en norsk diplomat och politiker, son till Nils Vogt.
Vogt blev student i Kristiania 1880, tog juridisk examen 1885 samt var 1886-92 redaktör för Christiansands tidende och 1892-97 sekreterare i det konservativa partiets centralstyrelse, under hvilken tid han gjorde sig bemärkt som slagfärdig talare på politiska möten och flitig medarbetare i pressen. 
1898-99 var Vogt politisk redaktör i Morgenbladet (vars huvudredaktör då var hans bror Nils). Han idkade därefter några år som overretssagfører advokatverksamhet och blev oktober 1903 statsråd i ministären Hagerup-Sigurd Ibsen. Vogt var där först medlem av statsrådsavdelningen i Stockholm, sedan chef för handels- och revisionsdepartementen. 

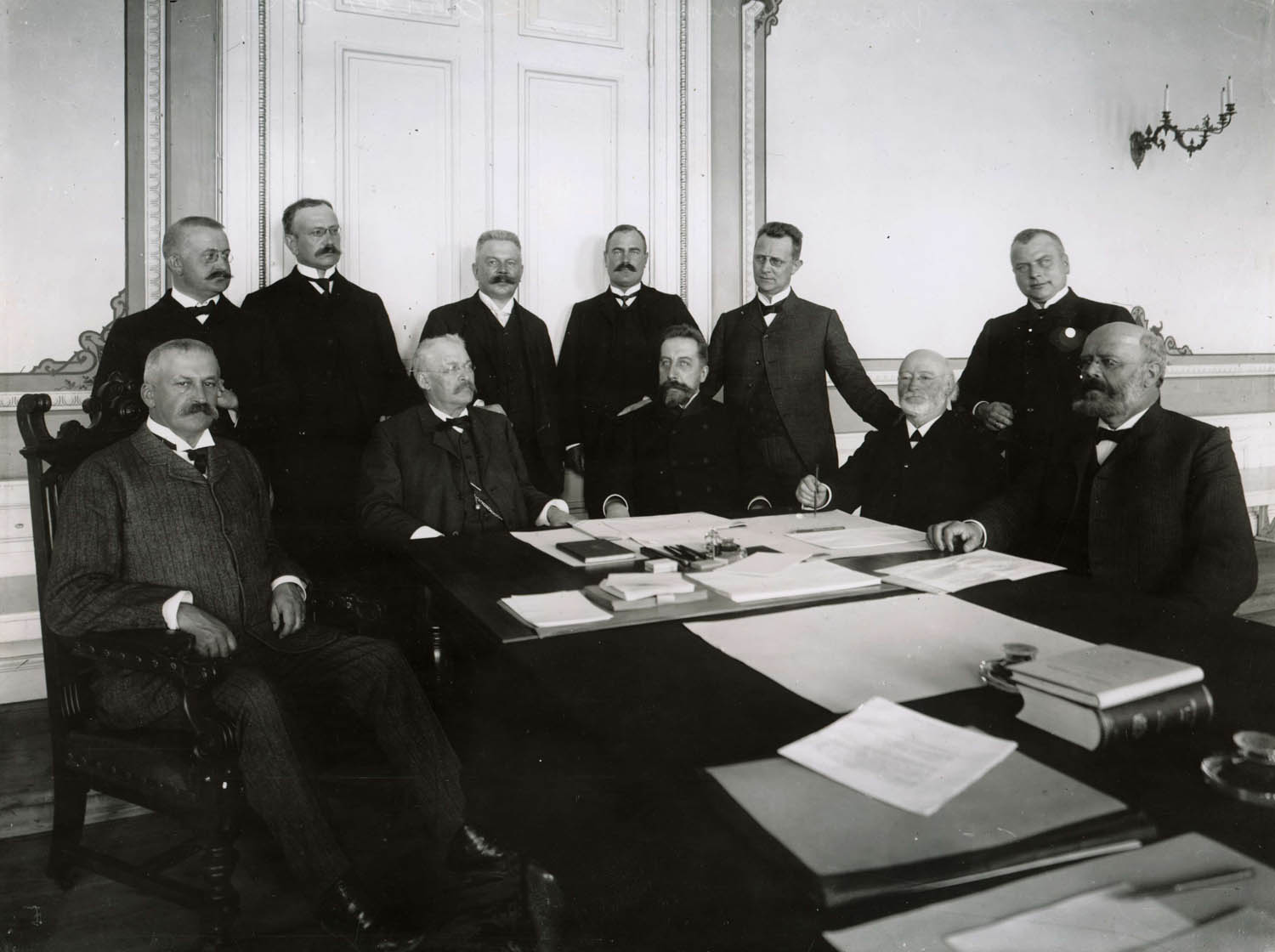
De svensk-norska unionsförhandlingarna i Karlstad, 1905. Nordiska museet NMA.0034900

Vogt avgick med Hagerup i mars 1905, besökte under sommaren i hemlighet Stockholm för att undersöka möjligheterna av en fredlig uppgörelse i unionskonflikten och var vid Karlstadskonferensen i september samma år en av Norges delegerade. 
Vogt utsågs april 1906 till Norges förste envoyé i Stockholm och visade på denna post mycken takt; 1907-09 var han därjämte ledamot av svensknorska renbeteskommissionen. Från maj 1910 var han Norges envoyé i London, där han stannade till 1934. 